# Samuel Liddell MacGregor Mathers

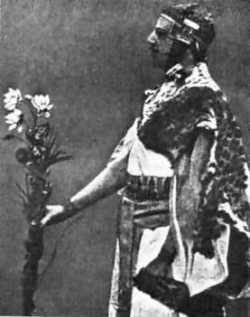
Samuel Liddell MacGregor Mathers

Samuel Liddell (MacGregor) Mathers (Hackney, 8 januari 1854 – Parijs, 20 november 1918) was een Brits esotericus, vrijmetselaar, Martinist, rozenkruiser en magiër.

## Levensloop
Hij werd geboren als zoon van William Mathers en Mary Ann Collins. Zijn vader overleed toen hij nog een kind was. Na zijn schoolperiode ging hij als kantoorbediende werken. Hij had drie passies: magie, schermkunst en krijgswetenschappen.
In 1878 voegde hij aan zijn naam MacGregor toe, alsook de titel van Graaf van Glenstrae.
Na de dood van zijn moeder, in 1885, ging hij in Londen wonen.
Hij was gehuwd met Moina Bergson, de zuster van de Franse filosoof Henri Bergson.
Hij overleed in 1918 ten gevolge van de Spaanse griep.

## Esoterie en magie
Via zijn vriend Frederick Holland kwam hij in contact met de magie.
In 1878 werd hij Meester Vrijmetselaar.
In 1882 werd hij ingewijd in de rozenkruisersorde Societas Rosicruciana in Anglia. Later zou hij zelf de Rosae Rubeae et Aureae Crucis stichten. 

## Golden Dawn
In 1888 stichtte hij samen met William Wynn Wescott en William Robert Woodman de Orde van de Golden Dawn, waaruit hij zelf later verbannen zou worden.

## Vertalingen
Mathers las Engels, Frans, Latijn, Oudgrieks, Hebreeuws, Koptisch en Gaelic.
Hierdoor kon hij een aantal klassieke werken uit de magie en aanverwante onderwerpen in het Engels taalgebied introduceren.
- Bibsys: 1593520723979
- Bibliothèque nationale de France: cb17046628f (data)
- CiNii: DA0145032X
- Gemeinsame Normdatei: 119353776
- International Standard Name Identifier: 0000 0001 2099 3175
- Library of Congress Control Number: n50057836
- Bibliotheek van het Japanse parlement: 00555760
- Nationale Bibliotheek van Tsjechië: mzk2009491884
- Nationale bibliotheek van Australië: 35334296
- Nationale Bibliotheek van Israël: 987007282959005171
- Nationale en Universitaire bibliotheek Zagreb: 000140258
- Nederlandse Thesaurus van Auteursnamen: 073898953
- Réseau des bibliothèques de Suisse occidentale: 02-A003571790
- Système universitaire de documentation: 084105550
- Trove: 915572
- Virtual International Authority File: 15578388
- WorldCat: E39PBJcKGrByVDqJyhqqcVvrbd